# Medaile Za zásluhy o obranu vlasti
Medaile Za zásluhy o obranu vlasti bylo československé státní vyznamenání, které propůjčoval v letech 1955–1990 prezident republiky mužstvu, praporčíkům, důstojníkům a generálům ČSLA a ozbrojených součástí ministerstva vnitra za osobní odvahu v boji, a to jak za války, tak při obraně nedotknutelnosti státních hranic, nebo v boji s teroristy a jinými nepřáteli vlasti, za úspěšnou činnost, kterou byla podstatně zvýšena bojová připravenost ozbrojených sil, bezpečnost republiky nebo branná příprava pracujících, za odvážné a iniciativní činy spojené s nebezpečím vlastního života, které sloužily k úspěšnému zvládnutí úkolů jednotky. Udělovala se i za vynikající práci při výstavbě ozbrojených sil v období nejméně 10 let. 
Existovaly dvě verze této medaile, první udělovaná v letech 1955–1960 a druhá s novým státním znakem udělovaná v letech 1960–1990. 